# 道化ディエゴ・デ・アセド
『道化ディエゴ・デ・アセド』（どうけディエゴ・デ・アセド、西: El bufón don Diego de Acedo, «el Primo»、英: The Jester Don Diego de Acedo）は、スペインのバロック絵画の巨匠ディエゴ・ベラスケスが1640年ごろ、キャンバス上に油彩で制作した絵画である。フェリペ4世の宮廷にいた道化の肖像画のうちの1点で、小人のディエゴ・デ・アセドを描いている。作品は現在、マドリードのプラド美術館に所蔵されている。
本作はかつて『エル・プリーモ』 (El Primo) という名称でも知られていたが、プラド美術館では現在『エル・プリーモ』を表す作品は本作ではなく、従来『道化セバスティアン・デ・モーラ』 (プラド美術館) とされてきた別の道化を描いた作品であるとしている。プラド美術館は目下、本作を『本を持つ道化』 (Buffoon with Books) とし、従来『セバスティアン・デ・モーラ』と呼ばれた作品を『道化エル・プリーモ』 (The Buffoon El Primo) としている。

## 背景
近代ヨーロッパにおいては、ほとんどの宮廷や貴族の邸宅に「楽しみを与える人々」(ヘンテス・デ・プラセール、西: Gentes de placer) と呼ばれる職業の人々が存在した。道化や短身、狂人、奇形などの人々で、スペインにおいてはカトリック両王の時代から18世紀初頭まで王族や貴族のそばに仕えていた。資料によると、16世紀後半からの約150年で123名のそうした人々がマドリードの宮廷内にいたとあり、ベラスケスが王付き画家として宮廷にいた40年たらずの間にも50人以上を数えた。
その悲惨な境遇のために一般社会からは締め出されていた彼らは、宮廷ではペットのように扱われたものの、衣服、靴、食事、宿泊所、小遣いを与えられ、家族同様にも遇されていた。王侯・貴族は彼らの狂言、狂態、身体、愚純を笑って暗澹たる生活の慰安を見出したのである。彼らだけは、礼儀作法を無視して公・私両面で王族と自由に付き合えた人物であり、聖・俗という宮廷二極構造の俗を代表していた存在である。スペインではアントニス・モル、フアン・サンチェス・コターン、フアン・バン・デル・アメンといった画家たちが彼らの姿を描いているが、彼らをもっとも好んで描き、制作した絵画の点数も多い画家はベラスケスである。それらの作品が制作された時期は画家が第1回目のイタリア旅行から帰国してからである。

## 作品
ディエゴ・デ・アセドは1635年ごろから宮廷に仕えたが、単なる道化よりも上級の職務を与えられた。彼の足元にある本、インク壺と羽根ペンは、彼が王家の文書取次ぎ係化宮廷書記官、印璽係のような役職にあったことを示す表徴と考えられる。道化が宮廷の役職に就くことは珍しくなかった。彼の生涯に関しては、1人の使用人がいたこと、1643年に痴情のもつれから来る犯罪に巻き込まれたこと、そして1660年10月、ベラスケスの死後2ヶ月後に歿したことが分かっている。
ディエゴ・デ・アセドは鑑賞者の方を見つめている。黒い服を纏った彼は本を読んでおり、それは紳士を描く伝統的な方法である。彼の身体的特徴は、膝にある大きな書物によって暗示されている。彼の目、大きな額、書物は人物の知性を伝えている。
彼の足元には、積まれた本、インク壺と羽がある。画面下部は未完成で、大まかに描かれた風景が見える。この風景は、パルド宮殿から望まれるグアダラマ山脈を想起させる。